# Alfons Serra i Baldó
Alfons Serra i Baldó (Barcelona, Barcelonès, 26 de juliol de 1909 - Barcelona, Barcelonès, 31 de març de 1993) fou un filòleg, poeta i bibliotecari català.
Fill de Josep Serra i Chartó, mort al 1911 i de la mestra Maria Baldó i Massanet. Va rebre la seva formació a la Universitat de Barcelona i als Estudis Universitaris Catalans. Ben aviat destacà amb la seva vinculació primerenca a revistes com L'Estudiant, publicada durant els primers anys de la dictadura de Primo de Rivera, o Ginesta. Fou lector a la Universitat de Tübingen, on entrà en contacte amb Gerhard Rohlfs, un dels lingüistes i dialectòlegs més importants de la filologia romànica de la primera meitat del segle xx. De tornada a Catalunya, exercí com a professor a l'Institut-Escola de la Generalitat de Catalunya republicana a Barcelona i pronuncià diverses conferències. La Guerra Civil va estroncar la seva productiva trajectòria impedint que llegís la seva tesi doctoral. Acabat el conflicte bèl·lic, va anar a parar al camp de concentració de Bram i l'any 1939 s'exilià a Tolosa de Llenguadoc, on impartí cursos de català i castellà i ocupà un lloc a la Biblioteca Universitària. Col·laborà als Estudis Universitaris Catalans, a Quaderns de Poesia i a la Revista de Catalunya. L'any 1947, va aconseguir el diploma de bibliotecari i va ser, a més, secretari dels Jocs Florals a l'Exili de 1952 a Tolosa. Serra i Baldó, després de jubilar-se l'any 1974, va tornar a Catalunya, on va morir el 1993.

## Reconeixements
- Grau de «Chevalier avec le Ruban» en l'Orde de les Palmes Acadèmiques (1965) concedida pel Ministre de l'Éducation Nationale.[6]
- Grau d'«Officier avec la Rosette» en l'Orde de les Palmes Acadèmiques (1972).[6]

## Publicacions
- Resum de poètica catalana (1932), en col·laboració amb Rossend Llates i Serrat.[1]
- Els trobadors (1934),[1][7] antologia, on es tradueixen, per primera vegada al català, les cançons de setze trobadors.[8]
- Càrcer (1933-1935), recull de poemes, amb el pseudònim d'Andreu Maristany.[1][6]
- Dotze sonets (1942), dedicats a dotze dames, editat amb traducció francesa a Tolosa.[9][10]